# 曹咎
曹咎（？—前203年），中国楚汉战争时代人物。西楚项羽部下。

## 生平
曹咎早年為蘄縣（今安徽宿州）獄官，與原楚國貴族項梁、櫟陽（今陝西西安市閻良區）獄官司馬欣為好友，項梁曾犯事被拘禁於櫟陽，項梁乃請曹咎關說司馬欣，故無事。曹咎後加入秦末民變，為項羽部將，封為大司馬、海春侯。
前203年，項羽討伐彭越，命曹咎守成皋，不要理會漢軍挑戰。劉邦得知後，命兵卒辱罵，曹咎終究怒而出兵，在汜水遇到漢兵伏擊，曹咎大敗，被漢將陈署圍困，曹咎、司馬欣皆自刎，史稱成皋之戰。